# Национальный музей Уэльса
Национальный музей Уэльса, валл. Amgueddfa Cymru, англ. National Museum Wales, ранее — Национальные музеи и галереи Уэльса, англ. National Museums and Galleries of Wales — сеть, включающая 8 музеев Уэльса:
- Национальный музей Кардиффа, Кардифф
- Национальный исторический музей Сент-Фейгенс, St Fagans: National History Museum, Кардифф
- Национальный музей угля «Биг-Пит» (Большая скважина), en:Big Pit National Coal Museum, Блайнавон
- Национальный музей шерсти, Dre-fach Felindre около Лландисула, en:Llandysul
- Национальный музей шифера, Лланберис
- Национальный музей римского легионера, en:National Roman Legionary Museum, Карлеон
- Национальный музей Уотерфрант, en:National Waterfront Museum, Суонси
- Галерея дома Тёрнера, Turner House Gallery, Пенарт[1]

Обзор экспозиций музеев доступен в Интернете на сайте Национального музея, где представлены изображения даже тех предметов, которые в настоящее время не находятся на экспозиции.